# أليس ميلر (لاعبة غولف)
أليس ميلر (بالإنجليزية: Alice Miller)‏ هي لاعبة غولف أمريكية، ولدت في 15 مايو 1956 في ماريسفيل في الولايات المتحدة.

## وصلات خارجية
- أليس ميلر على موقع رابطة لاعبات الغولف المحترفات (الإنجليزية)